# Consiglio generale (Siena)

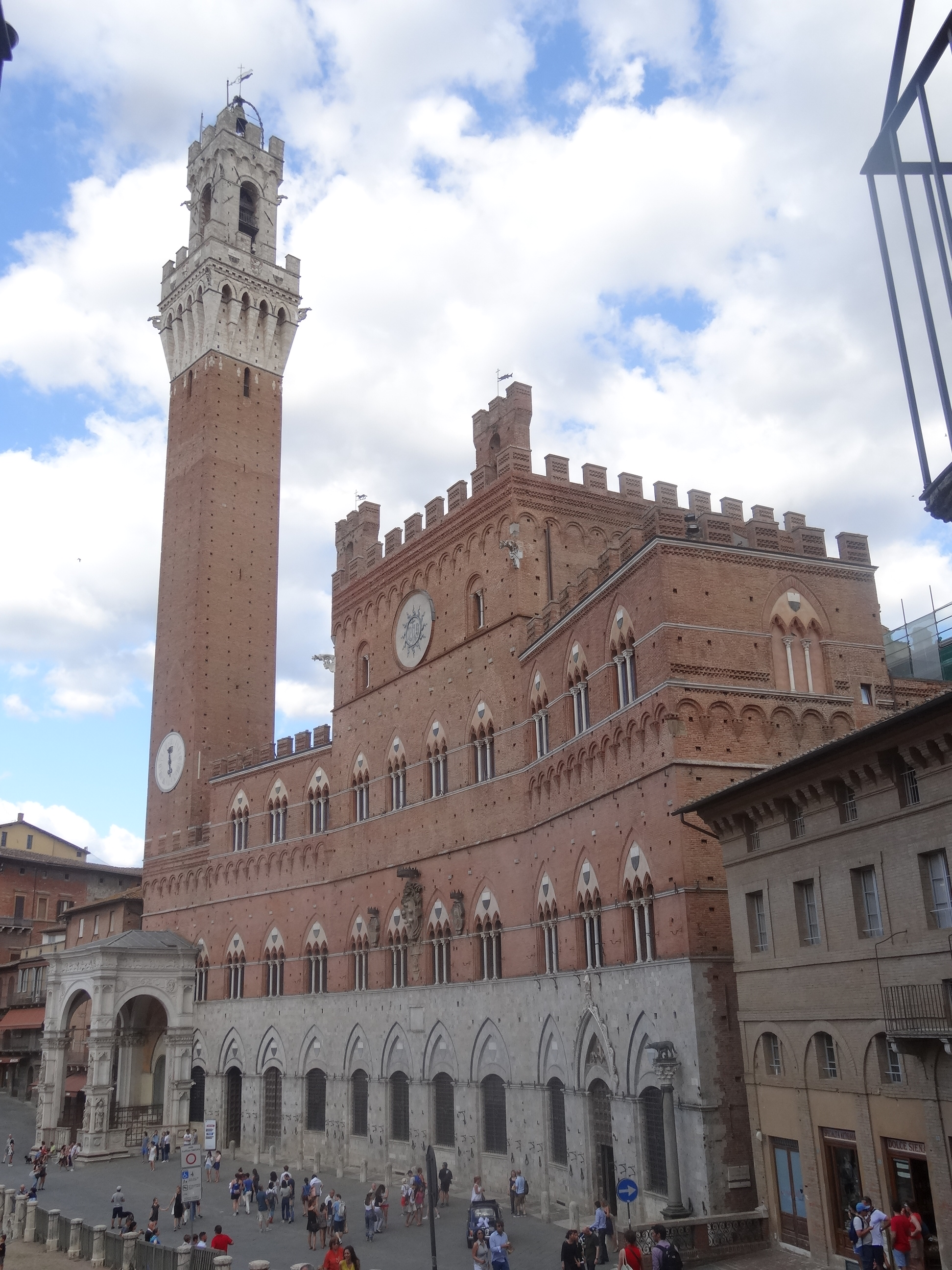
Palazzo Pubblico di Siena

Il Consiglio Generale (o della Campana) era un organo rappresentativo del governo senese durante la Repubblica di Siena.

## Storia e descrizione
Il Consiglio Generale fu costruito inizialmente come un organo consultivo allo scopo di dare assenso alle deliberazioni del podestà e del collegio dei consoli, senza alcuna partecipazione diretta al governo di Siena. Durante i primi anni del XIII secolo assunse sempre più funzioni deliberative nella politica della città.
I consiglieri erano affiancati prima ai consoli, furono scelti dai nobili e successivamente vennero eletti fra i personaggi di maggiore prestigio della cittadinanza senese, raggiungendo un numero superiore ai 500 componenti, rappresentando ugualmente ogni terziero cittadino.
Il Consiglio Generale veniva chiamato anche della Campana, poiché veniva per secoli convocato dal suono della campana, oltre che dal banditore. Inizialmente i consiglieri si riunirono nella chiesa di San Cristoforo, di San Vigilio o di San Pellegrino, mentre dalla prima metà del XIV secolo, sotto il governo dei Nove, la sua sistemazione definitiva divenne il retro di Palazzo Pubblico di Siena.